# Boleslav II. Opolský
Boleslav II. Opolský (* okolo 1300 – 21. června 1356) byl opolský kníže z rodu slezských Piastovců.
Byl synem opolského knížete Boleslava I. V dubnu 1327 složil ve Vratislavi lenní přísahu českému králi Janovi Lucemburskému.
Pohřben je v kapli sv. Anny ve františkánském klášteře v Opoli.